# Flavi Juli Euqueri
Flavi Juli Euqueri (mort després del 395) va ser un polític romà i membre de la dinastia teodosiana.

## Biografia
Era fill de Flavi Honori. El seu germà era el comes Teodosi el Vell. Euqueri va començar el seu servei sota el regnat de l'emperador Julià i va continuar durant el regnat de Valentinià I. Va gaudir del suport de l'emperadriu Justina. L'any 377, Gracià el va nomenar membre de l'oficina fiscal de Comes sacrarum largitonum.
L'any 379, després de l'ascens del seu nebot Teodosi I a l'Imperi d'Orient, la seva posició a la cort es va enfortir considerablement. L'any 381, Euqueri va esdevenir cònsol juntament amb Flavi Siagri com a col·lega seu.
L'any 393, va apel·lar al prefecte del pretori d'Orient, Rufí, perquè castigués per un insult cap a ell a Llucià, el Comes Orientus, Rufí per tal de guanyar-se el favor de l'emperador va fer executar a Llucià. El 395, va contribuir al derrocament de Rufí promogut per Flavi Estilicó. No es coneix res més d'ell des d'aquest fet.